# Перевалівка
Перева́лівка (до 1948 року — Ель-Бузлу, крим. El Buzlu) — село в Україні, у складі Феодосійського району Автономної Республіки Крим.

## Населення

### Мова
Розподіл населення за рідною мовою за даними перепису 2001 року:
| Мова                | Відсоток |
| ------------------- | -------- |
| російська           | 54,44 %  |
| кримськотатарська   | 37,56 %  |
| українська          | 6,99 %   |
| інші/не визначилися | 1,01 %   |

1. ↑  Рідні мови в об'єднаних територіальних громадах України — Український центр суспільних даних